# Бек, Оуэн
Оуэн Бек (англ. Owen Beck; 31 мая 1976, Негрил, Ямайка) — ямайский боксёр-профессионал, выступавший в тяжёлой категории.

## Профессиональная карьера
Дебютировал в декабре 1998 года. Уже в своём четвёртом бою 25 мая 2000 года, победил по очкам непобеждённого Даарелла Диксона (11-0). Через 2 боя в октябре победил непобеждённого Тауруса Сайкса (12-0).
В 2003 году завоевал вакантный титул регионального чемпиона по версии WBA Fedelatin.
До 2005 года побеждал непрерывно своих соперников. И с рекордом 24-0, вышел на элиминатор по версиям IBF и WBC.
В феврале 2005 года в элиминаторе был нокаутирован в 9-м раунде Монте Барреттом, но зрелищное и конкурентное противостояние не отбросило сильно ямайского проспекта с рейтингов, и уже в следующем бою он снова вступил в турнир за звание обязательного претендента на титул чемпиона мира по версии IBF.
В сентябре 2005 года состоялся бой за позицию №2 в рейтинге IBF в супертяжелом весе между Оуэном Беком и Рэем Остином. Изначально с Беком должен был встречаться Сергей Ляхович, но белорус незадолго до боя получил травму. За неделю до поединка была найдена замена в лице Рэя Остина. В конце 11-го раунда Остин встречным левым хуком попал в челюсть Беку. Следующим правым хуком он промахнулся. Бек, шатаясь, упал на канаты в районе угла, однако судья не счел это нокдауном. Остин принялся добивать ямайца. Бек выбрался из угла. Остин выбросил левый крюк, но промахнулся и сам по инерции провернулся вокруг оси. Затем Остин зажал в другом углу Бека и принялся бомбардировать его ударами. Бек смог продержаться до гонга. По окончании боя мнения судей разделились. При оглашении оценки в пользу Бека зал недовольно загудел. Победителем был объявлен Остин.
В январе 2006 года Бек переиграл по очкам перспективного на тот момент американского тяжеловеса, Дарнелла Уилсона. Эта победа позволила Беку снова подняться в рейтингах, и он был выбран в качестве добровольного претендента на защиту чемпионского титула WBA россиянином, Николаем Валуевым. Валуев нокаутировал Бека в 3-м раунде.
После поражения от Николая Валуева, Бек провёл 4 победных боя против малоизвестных и низкорейтинговых боксёров.

### Спад карьеры. Череда поражений
С 2010 года карьера Бека ушла под занавес, и с этого времени он не выиграл ни единого поединка, и почти все проиграл нокаутом.
В январе 2010 года, Оуэн Бек встретился с непобеждённым немцем сирийского происхождения, Мануэем Чарром. В 10-раундовом бою, Чарр нокаутировал Оуэна на последних секундах поединка, и сломил дух ямайского боксёра.
После поражения от сирийца, Оуэн уже выходил на ринг как джорнимен, все последующие бои он проиграл. Так он встретился с Тони Томпсоном, Алексом Леапаи, Седриком Босвеллом, Дэвидом Родригесом, Артуром Шпилькой, и даже проиграл дебютанту Сергею Рожнову.
На 23 июня 2012 года проиграл бой с американским проспектом Деонтеем Уайлдером, который провёл 22 боя, и выиграл все нокаутом до 4-го раунда.
30 декабря 2012 года проиграл российскому ветерану, бывшему чемпиону мира, Олегу Маскаеву.